# Rick Rossovich
Rick Rosovich, właściwie Frederic Enrico Rossovich (ur. 28 sierpnia 1957 w Palo Alto) – amerykański aktor filmowy i telewizyjny. Wystąpił jako Matt Buchanan, chłopak Ginger, którego T-800 również zamordował w filmie Jamesa Camerona Terminator (1984). Rozpoznawalność zyskał dzięki roli porucznika Rona „Slidera” Kernera w filmie Tony’ego Scotta Top Gun (1986). Jego najbardziej znaną rolą filmową był Chris McConnell, powściągliwy zalotnik Daryl Hannah w komedii romantycznej Freda Schepisiego Roxanne (1987) na podstawie sztuki Edmonda Rostanda Cyrano de Bergerac.

## Życiorys
Urodził się w Palo Alto w Kalifornii. Rodzina jego ojca pochodziła z Chorwacji, a rodzina jego matki z regionu Toskanii we Włoszech. Wychowywał się w Grass Valley ze starszym bratem Timothym Johnem „Timem” (ur. 14 marca 1946, zm. 6 grudnia 2018), który był zawodnikiem futbolu amerykańskiego na pozycji wspomagającego. Ukończył Nevada Union High School. Uczęszczał do college’u na Sacramento State University. W trakcie studiów uprawiał kulturystykę.

## Życie prywatne
W 1985 ożenił się z Evą, z którą ma syna Roya (ur. 1986) i córkę Isobel (ur. 1991).

## Wybrana filmografia

### Filmy
- 1984: Ulice w ogniu jako oficer Cooley
- 1984: Terminator jako Matt Buchanan
- 1986: Top Gun jako porucznik Ron „Slider” Kerner
- 1986: Nazajutrz jako detektyw
- 1987: Roxanne jako Chris McDowell
- 2000: Cud na drugim torze (TV) jako Myron Yoder

### Seriale TV
- 1994: Dotyk anioła jako Marshall
- 1994–1995: Ostry dyżur jako dr John Taglieri
- 1995: Na południe jako Mark Smithbauer
- 1996: Napisała: Morderstwo jako Steve Gantry
- 1996–1998: Niebieski Pacyfik jako porucznik Anthony Palermo